# Moaña
Moaña ist eine galicische Stadt in der Provinz Pontevedra im Nordwesten Spaniens mit 19.315 Einwohnern (Stand: 2024).
Sie bildet zusammen mit Cangas do Morrazo, Marín (Pontevedra), Bueu und Vilaboa die Comarca El Morrazo, die auf der gleichnamigen Halbinsel zwischen der Ría de Vigo und der Ría de Pontevedra liegt. In Moaña befindet sich die höchste Erhebung des Morrazo, der 624 m hohe Berg Monte do Faro. Die Küste Moañas ist geprägt von Stränden, wie Domaio, A Borna, A Xunqueira oder O Con. Ihre Gewässer werden für die Zucht von Muscheln und anderen Meeresfrüchten genutzt. Sie ist ideal für den Anbau von Herzmuscheln "o croque" und anderen Muscheln. Die Miesmuschel spielt dabei eine herausragende Rolle. Außerdem verfügt Moaña über verschiedene Jacht- und Fischereihäfen.

## Geographie

### Stadtgliederung
Die Gemeinde Moaña ist in vier Parroquias gegliedert:
| Parroquias | Patrozinium    | Einwohner 2024 | Fläche km² | Dichte Einw./km² | Höhe msnm | Ortskennzahl |
| ---------- | -------------- | -------------- | ---------- | ---------------- | --------- | ------------ |
| Domaio     | San Pedro      | 2.050          | 11,85      | 173              | 31        | 36029010000  |
| Meira      | Santa Eulalia  | 3.872          | 8,74       | 443              | 26        | 36029020000  |
| Moaña      | San Martiño    | 1.935          | 6,85       | 282              | 21        | 36029030000  |
| Moaña      | Virxe do Carme | 6.233          | 5,67       | 1.099            | 21        | 36029040000  |
| Tirán      | San Xoán       | 4.415          | 2,18       | 2.025            | 84        | 36029050000  |

Diese Parroquias unterteilen sich wiederum in unterschiedlich viele Nucleos. Die größte Parroquia ist das Kerngebiet Moañas, gefolgt von Tirán, Meira und Domaio.
| Parroquia | Patrón                       |              | Einwohnerzahl (2019) | Nucleo    | Einwohnerzahl (2019) |
| --------- | ---------------------------- | ------------ | -------------------- | --------- | -------------------- |
| Moaña     | Virxe do Carme               |              | 6.168                | Verducedo | 459                  |
| Moaña     | Virxe do Carme               | A Fraga      | 6.168                | 64        |                      |
| Moaña     | Virxe do Carme               | A Marrúa     | 6.168                | 270       |                      |
| Moaña     | Virxe do Carme               | Paradela     | 6.168                | 387       |                      |
| Moaña     | Virxe do Carme               | O Piñeiro    | 6.168                | 432       |                      |
| Moaña     | Virxe do Carme               | Moaña        | 6.168                | 1.103     |                      |
| Moaña     | Virxe do Carme               | Redondo      | 6.168                | 2.172     |                      |
| Moaña     | Virxe do Carme               | A Seara      | 6.168                | 1.281     |                      |
| Moaña     | San Martiño                  |              | 1.970                | Abelendo  | 613                  |
| Moaña     | San Martiño                  | Ameixoada    | 1.970                | 292       |                      |
| Moaña     | San Martiño                  | Broullón     | 1.970                | 254       |                      |
| Moaña     | San Martiño                  | O Casal      | 1.970                | 317       |                      |
| Moaña     | San Martiño                  | O Cruceiro   | 1.970                | 261       |                      |
| Moaña     | San Martiño                  | Os Piñeiros  | 1.970                | 84        |                      |
| Moaña     | San Martiño                  | Xalde        | 1.970                | 149       |                      |
| Moaña     | San Martiño e Virxe do Carme |              | 832                  | Quintela  | 621                  |
| Moaña     | San Martiño e Virxe do Carme | Sabaceda     | 832                  | 211       |                      |
| Tirán     | San Xoan                     |              | 4.460                | O Con     | 1.735                |
| Tirán     | San Xoan                     | O Igrexario  | 4.460                | 372       |                      |
| Tirán     | San Xoan                     | Vilela       | 4.460                | 506       |                      |
| Tirán     | San Xoan                     | As Fontes    | 4.460                | 320       |                      |
| Tirán     | San Xoan                     | O Real       | 4.460                | 1.527     |                      |
| Meira     | Santa Eulalia                |              | 3.941                | Couso     | 372                  |
| Meira     | Santa Eulalia                | Isamil       | 3.941                | 208       |                      |
| Meira     | Santa Eulalia                | A Moureira   | 3.941                | 654       |                      |
| Meira     | Santa Eulalia                | O Pombal     | 3.941                | 216       |                      |
| Meira     | Santa Eulalia                | Reibón       | 3.941                | 896       |                      |
| Meira     | Santa Eulalia                | A Ribeira    | 3.941                | 888       |                      |
| Meira     | Santa Eulalia                | A Guía       | 3.941                | 379       |                      |
| Meira     | Santa Eulalia                | O Latón      | 3.941                | 328       |                      |
| Domaio    | San Pedro                    |              | 2.028                | O Calvar  | 376                  |
| Domaio    | San Pedro                    | Carballido   | 2.028                | 52        |                      |
| Domaio    | San Pedro                    | A Costa      | 2.028                | 237       |                      |
| Domaio    | San Pedro                    | Palmás       | 2.028                | 785       |                      |
| Domaio    | San Pedro                    | San Lourenzo | 2.028                | 90        |                      |
| Domaio    | San Pedro                    | Verdeal      | 2.028                | 488       |                      |

## Geschichte
Zahlreiche Spuren und archäologischen Funde lassen darauf schließen, dass das Concello Moaña bereits seit frühester Zeit besiedelt ist. Der früheste Hinweis auf menschliche Besiedlung Moañas ist eine Axt aus der Acheuléen-Zeit (ca. 75000 v. Chr.), die in der Parroquia San Martiño gefunden wurde. Darüber hinaus gibt es weitere Feuersteinwerkzeuge und Überreste von Siedlungen seit der Jungsteinzeit. 

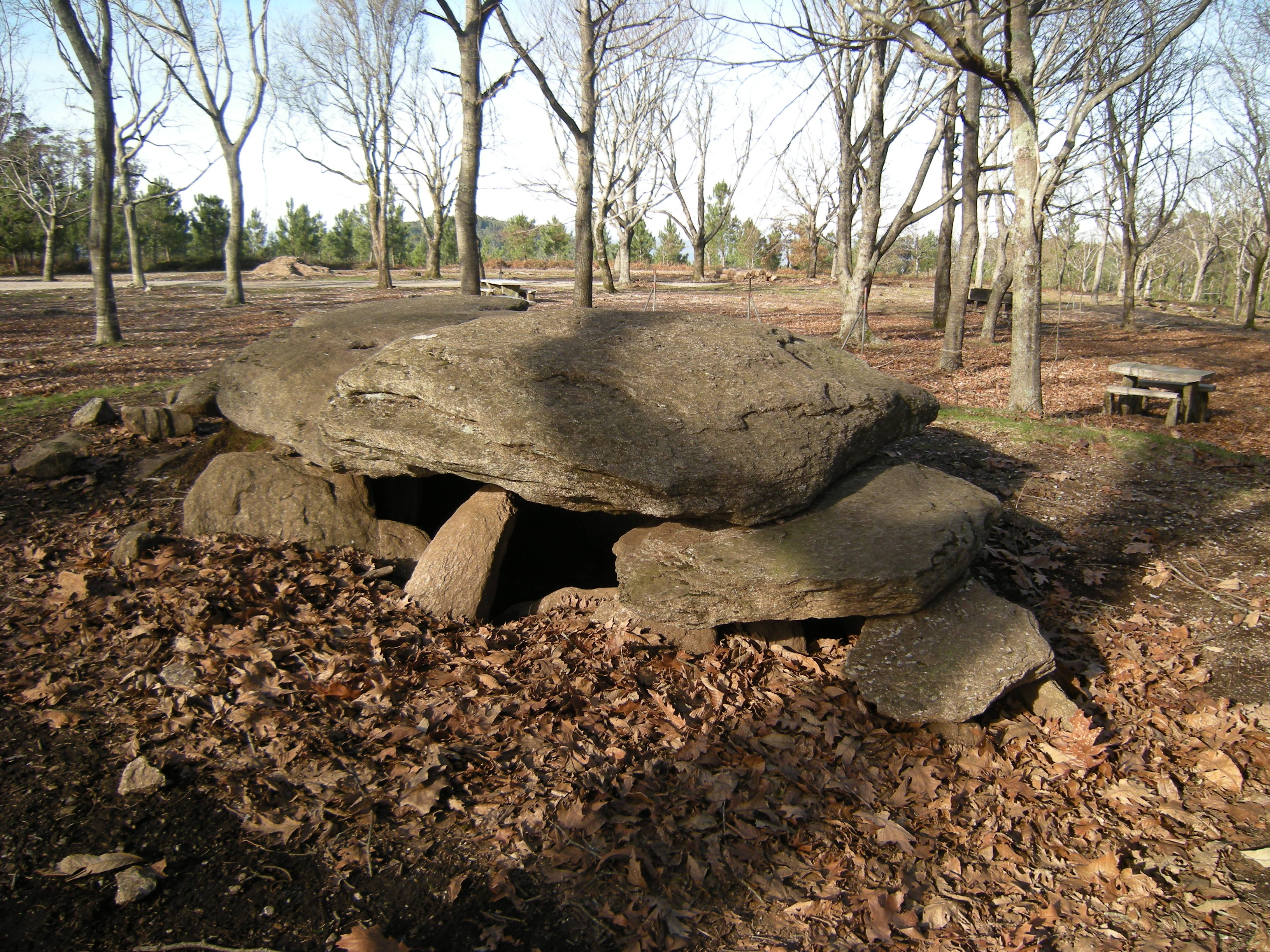
Chan da Arquiña

 Die Mámoa von Chan da Arquiña ist ein Dolmen und wurde 1953 archäologisch erschlossen. Die Anlage ist ca. 5000 Jahre alt und verfügt über einen Gang und eine polygonale Kammer, die von einer großen Steinplatte bedeckt ist. Sie gehört zu den besser erhaltenen Anlagen in Galicien. Heute ist sie zum Teil restauriert und für Besucher leicht zugänglich gemacht. Sie befindet sich am Monte do Faro, dem mit 624 m höchsten Punkt Moañas. In O Regueiriño (Domaio) wurde eine wichtige Fundstelle aus dem Endneolithikum gefunden und in A Fontenla (Domaio) wurde zum ersten Mal in Galicien das Vorhandensein von Elementen der Glockenbecherkultur (ca. 2600 v. Chr.–2200 v. Chr.) außerhalb von Bestattungsumgebungen dokumentiert.

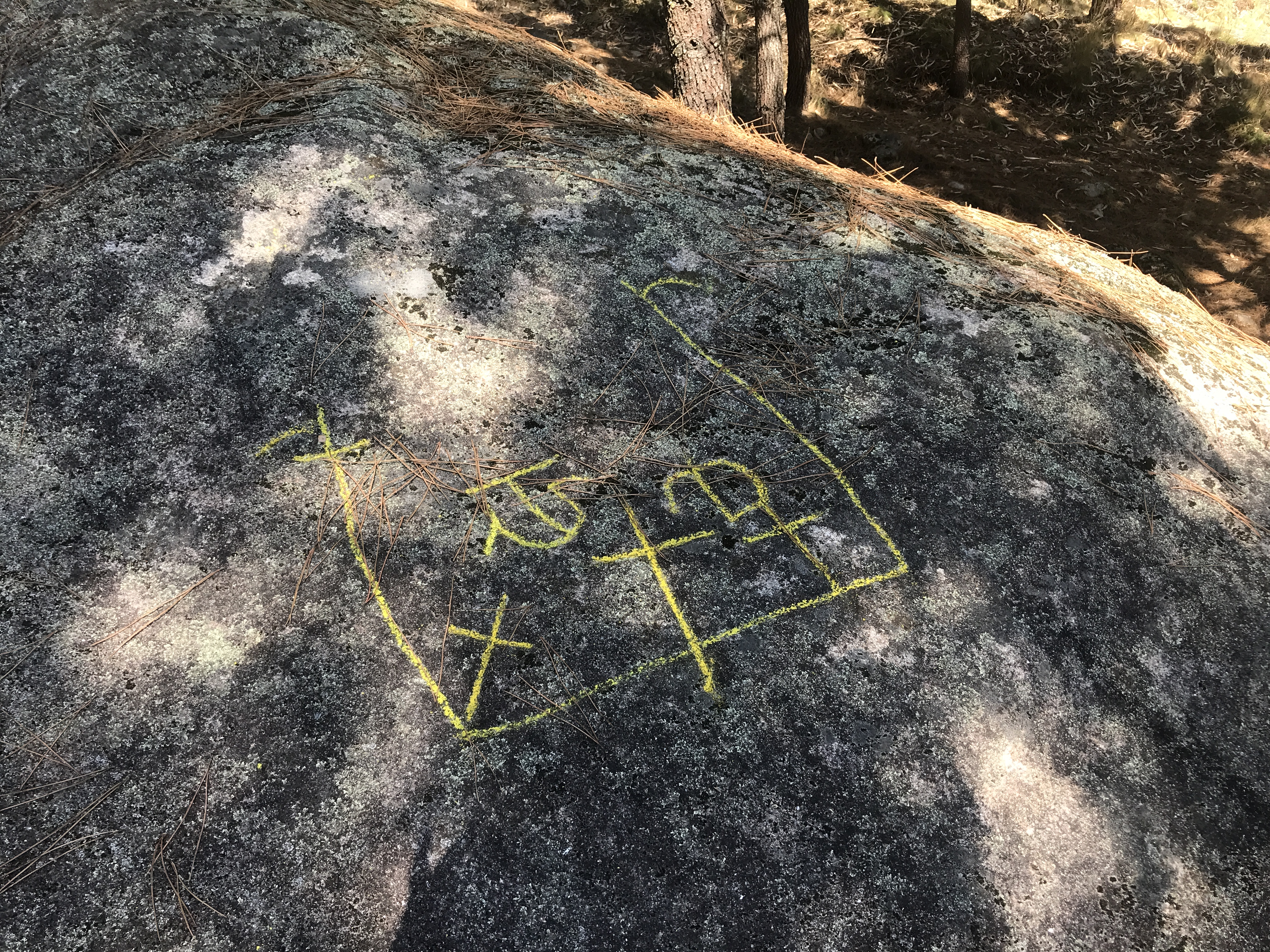
Eine Petroglyhe in Moaña, die vermutlich einen Hafen zeigt.

 Im gesamten Stadtgebiet finden sich außerdem zahlreiche aus der Bronzezeit (also ab ca. 1800 v. Chr.) stammende Petroglyphen, also in Stein gehauene Felsbilder.
Die Castrokultur ist in der Gemeinde stark vertreten. Die Castros von Montealegre do Domaio (seit Frühjahr 2021 restauriert und für Besucher zugänglich gemacht), As Cidades in Meira, O Castro in San Martiño und Os Remedios in Tirán sind die wichtigsten. In allen gibt es starke Anzeichen einer Romanisierung, die mit der Eroberung Galiciens durch die Römer ab ca. 60 v. Chr. einsetzt.

## Persönlichkeiten
- Rodrigo Conde (* 1997), Ruderer
- Manuel Pérez Mateos (* 2004), Handballspieler